# Traktar-Stadion
Das Traktar-Stadion (belarussisch «Трактар» Мінск, russisch Стадион «Трактор») ist ein Fußballstadion mit Leichtathletikanlage in der belarussischen Hauptstadt Minsk. Die Anlage bietet 17.568 Zuschauern Platz. Es ist nach dem Minsker Dinamo-Stadion das zweitgrößte des Landes.

## Geschichte
Das Traktar-Stadion wurde 1968 fertiggestellt; die Pläne dazu waren 1966/67 von den Minsker Architekten V. Minkin und V. Sadykov erarbeitet worden. Geplant war ein großer Sportkomplex, der aber mit Ausnahme des Stadions nie realisiert wurde. Bis 1976 hieß es Stadion Rotes Banner (belarussisch Стадыён Чырвоны Сьця, russisch Стадион ДСО Красное Знамя). Die Umbenennung erfolgte wegen der Bedeutung der Minski Traktorny Sawod (Produktionsvereinigung Minsker Traktorenwerke; (belarussisch Менскі трактарны завод, russisch Минский тракторный завод, Abk. МТЗ/MTS)) für Minsk. Zudem hatte es am Ort des Stadions bereits in den 1950er/60er Jahren einen Platz gegeben, auf dem Betriebssportgruppen der MTS untereinander Fußballspiele austrugen.
Ab 1976 erfolgten umfangreiche Arbeiten an der Anlage, die 1978 abgeschlossen wurden. Danach war es bis 1980 das Hauptstadion in Belarus, da das größere Dinamo-Stadion für die Fußballwettbewerbe der Olympischen Sommerspiele 1980 renoviert wurde. In dieser Zeit fanden mehrere sowjetische Sportwettbewerbe, darunter Leichtathletik und Fußball, hier statt. Für die Olympischen Spiele war das Traktar-Stadion als Reservestadion eingeplant.
1997 begannen Renovierungsarbeiten, damit das Stadion die Anforderungen der UEFA für internationale Begegnungen erfüllte. 2005 kündigte Wladimir Nikolajewitsch Romanow, der (faktische) Inhaber des Fußballvereins MTZ-RIPA Minsk, an, das Stadion zu einem Sport- und Unterhaltungszentrum auszubauen. Mit der Insolvenz der Ūkio banko investicinė grupė, einer Romanow gehörenden Investitionsgruppe, der MTZ-RIPA Minsk gehörte, im Jahr 2013 scheint das nun in Frage zu stehen.
Da das Dinamo-Stadion Ende 2012 abgerissen wurde, spielte der FK Dinamo Minsk bis zur Eröffnung des neuen Stadions 2018 im Traktar-Stadion.
Das Endspiel um den belarussischen Fußballpokal 2011 fand im Traktor-Stadion statt.
Außer für Fußballbegegnungen wird das Stadion auch für Konzerte genutzt. So trat Robert Plant hier am 12. August 2003 auf.